# 漏斗胸
胸凹陷（英語：Pectus excavatum）是一种前胸廓壁的胸骨和胸腔向内凹陷的一类先天畸形，中文将这种胸凹陷的畸形称为漏斗胸（英語：Funnel Chest）。这一畸形使得胸部向下形成漏斗状内陷，影响正常的心血管和呼吸系统功能，患者在胸腔和背部会伴有痛感。这一先天性疾病既可能在出生时发病，也可能在青春期之后才逐渐出现，对患者可能产生严重的心理负担，使其尽可能避免一切有可能暴露该畸形的活动。

## 征兆和症状

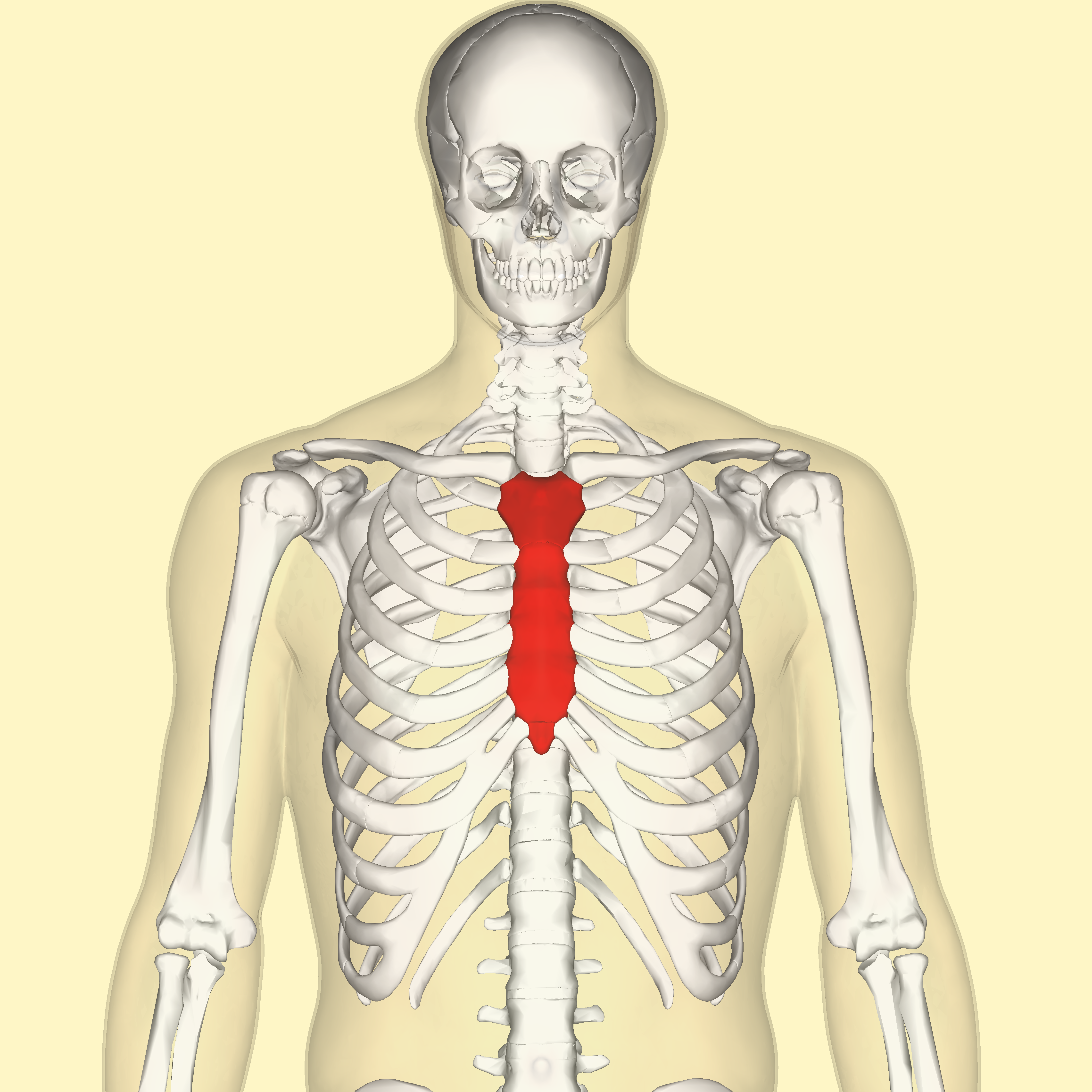
红色所示为胸骨

胸骨内塌陷为本病决定特征。最常见的为胸板下端的杯状内陷，但也存在上肋软骨塌陷造成的较大的胸内陷。最下端的肋骨可能凸起，（英语中称为"flared ribs"）。 胸内陷既可能是对称分布的，也可能是非对称分布的。患者会伴前胸或后背疼痛，痛觉通常源于骨骼肌系统。
温和病例中，心血管呼吸功能不受到影响，但伴心脏异位、旋转或二者兼具。严重病例中，右心房受到压迫，诱发二尖瓣脱垂（即在心脏中单向摆动、控制血流的二尖瓣叶在心室收缩期脱入左心房），肺功能因为肺容量减少而受到限制。疾病常伴尴尬感、羞耻感、社交焦慮在内的心理压力，导致患者与外人的活动和交流减少，情绪负面化、极端化，失望情绪浓重，以致于产生重度抑郁症。

## 拓展阅读
- Tocchioni F, Ghionzoli M, Messineo A, Romagnoli P. . Pediatric Reports (Review). 2013, 5 (3): e15. PMC 3812532 . PMID 24198927. doi:10.4081/pr.2013.e15.
- Jaroszewski D, Notrica D, McMahon L, Steidley DE, Deschamps C. . Journal of the American Board of Family Medicine : JABFM (Review). 2010, 23 (2): 230–9  [2018-12-14]. PMID 20207934. doi:10.3122/jabfm.2010.02.090234. （原始内容存档于2014-06-07）.